# Acanthisittidae
Famille
Les Acanthisittidae (ou acanthisittidés en français) sont une famille d'oiseaux de petite taille (de 7 à 10 cm) nommés xéniques. Toutes les espèces de cette famille sont endémiques de la Nouvelle-Zélande.

## Description
Les xéniques ont le bec fin et pointu. Ils ont de courtes ailes arrondies et une très courte queue. Leur plumage est plutôt terne.

## Habitats et répartition
Ils ne vivent qu'en Nouvelle-Zélande. On les rencontre dans les forêts (spécialement de hêtres) et les broussailles, depuis le niveau de la mer jusqu'à la limite des arbres. Une espèce vit en zones alpine et subalpine, y compris dans les éboulis.

## Taxinomie

### Liste des genres
Selon la classification du Congrès ornithologique international (version 5.2, 2015) :
- genre Acanthisitta Lafresnaye, 1842
- genre Xenicus G. R. Gray, 1855

Auxquels s'ajoutent deux genres fossiles ou subfossiles :
- †Pachyplichas
- †Dendroscansor

### Liste des espèces
D'après la classification de référence (version 5.2, 2015) du Congrès ornithologique international (ordre phylogénique) :
- Acanthisitta chloris – Xénique grimpeur
- †Xenicus longipes – Xénique des buissons
- Xenicus gilviventris – Xénique des rochers
- †Xenicus lyalli – Xénique de Stephens

Parmi celles-ci, deux espèces éteintes :
- †Xenicus longipes – Xénique des buissons
- †Xenicus lyalli – Xénique de Stephens

Autres espèces connues par des ossements, fossiles ou subfossiles :
- †Pachyplichas yaldwyni
- †Pachyplichas jagmi
- †Dendroscansor decurvirostris